# تپه قلایچی بوکان
تپه قلایچی مربوط به عصر آهن I- II است و در شهرستان بوکان، روستای قالایچی واقع شده و این اثر در تاریخ ۱۸ اردیبهشت ۱۳۸۰ با شمارهٔ ثبت ۳۸۲۳ به‌عنوان یکی از آثار ملی ایران به ثبت رسیده‌است. حدود ۴۰۰ آجر لعابدار در این منطقه تاکنون کشف شده که نشان از اهمیت بالای قلایچی و به احتمال زیاد این منطقه همان شهر زیرتو یا ایزیرتو پایتخت مانایی‌ها است.
برای اولین بار در سال ۱۳۶۳ ش کاوش‌های باستانی‌شناسی به سرپرستی «اسماعیل یغمایی» در این تپه صورت گرفت و آثاری از هزاره اول ق. م در اثر این حفاری‌ها نمایان گشت.
از جمله آثار به دست آمده در آن فصل، آجرهای منقوش و معبدی به شکل صلیب است که برخی از دیوارهای آن را با گل آخری رنگ آمیزی کرده بودند.
بعدها عملیات حفاری در سال‌های ۱۳۷۹ و ۱۳۸۰ ش صورت گرفت و هم‌اکنون نیز ادامه دارد. این حفاری‌ها توسط «بهمن کارگر» کارشناس مدیریت میراث فرهنگی آذربایجان غربی سرپرستی می‌شود. از دیگر آثار به دست آمده از این تپه علاوه بر معبد مرکزی، برج‌ها و دیوارهای مربوط به آن، حیاط سنگ‌فرش، پله‌هایی که به این حیاط متصل می‌شود، اتاق‌هایی با اندود گل آخری و نقاشی‌هایی با رنگ‌های سیاه و آبی و آجرهای منقوش دارای موضوعات انسانی، هندسی و گیاهی است. با توجه به مدارک سفالی و آثار موجود به نظر می‌رسد که این مجموعه مربوط به دوره حکومتی مانا در شمال غرب ایران باشد.
در کاوشهای محوطه قلایچی کتیبه‌ای به خط آرامی کهن کشف شده که بر اساس خوانش آن می‌توان ادعا نمود که این محوطه همان ازیرتور (ایزیرتو)، مرکز دولت مانا است.
در دی‌ماه سال ۱۳۹۹ تعداد ۴۹ آجر لعاب دار مربوط به تپه قلایچی بوکان از کشور سوئیس به موزه ملی ایران منتقل شد. تعداد آجرهای یافت شده از قلایچی بوکان به تعداد ۴۵۰ قطعه آجر می‌رسد.
گروه پژوهش موزهٔ ملی ایران، به سرپرستی دکتر یوسف حسن‌زاده، در تیر ماه ١٤٠٣ برای نخستین بار، قبرستان قَلایچی را مورد کاوش قرار دادند.این کاوش متعاقب تعیین عرصه و حریم برای تپهٔ قلایچی، به انجام رسید.
این تپه تنها ۷ کیلومتر با محدوده شهری بوکان فاصله دارد. بیشتر آثار دوره ماناها در نزدیکی شهر بوکان واقع شده اند.